# Acacia hunteri
Acacia hunteri é uma espécie de leguminosa do gênero Acacia, pertencente à família Fabaceae.